# Saint-Étienne-de-Lugdarès
Saint-Étienne-de-Lugdarès är en kommun i departementet Ardèche i regionen Auvergne-Rhône-Alpes i sydöstra Frankrike. Kommunen ligger  i kantonen Saint-Étienne-de-Lugdarès som ligger i arrondissementet Largentière. År 2022 hade Saint-Étienne-de-Lugdarès 407 invånare.

## Befolkningsutveckling
Antalet invånare i kommunen Saint-Étienne-de-Lugdarès
Referens: INSEE

## Galleri

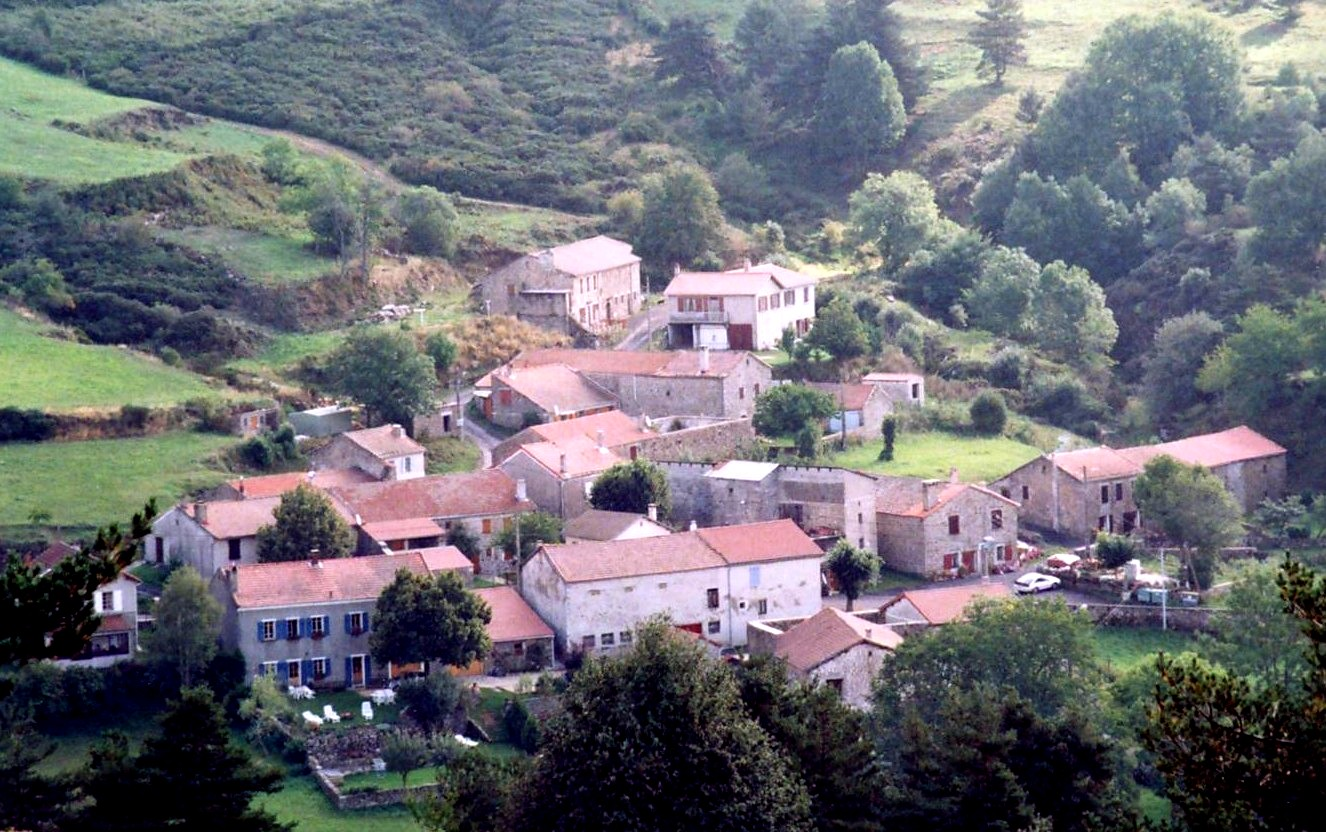
Le Cros
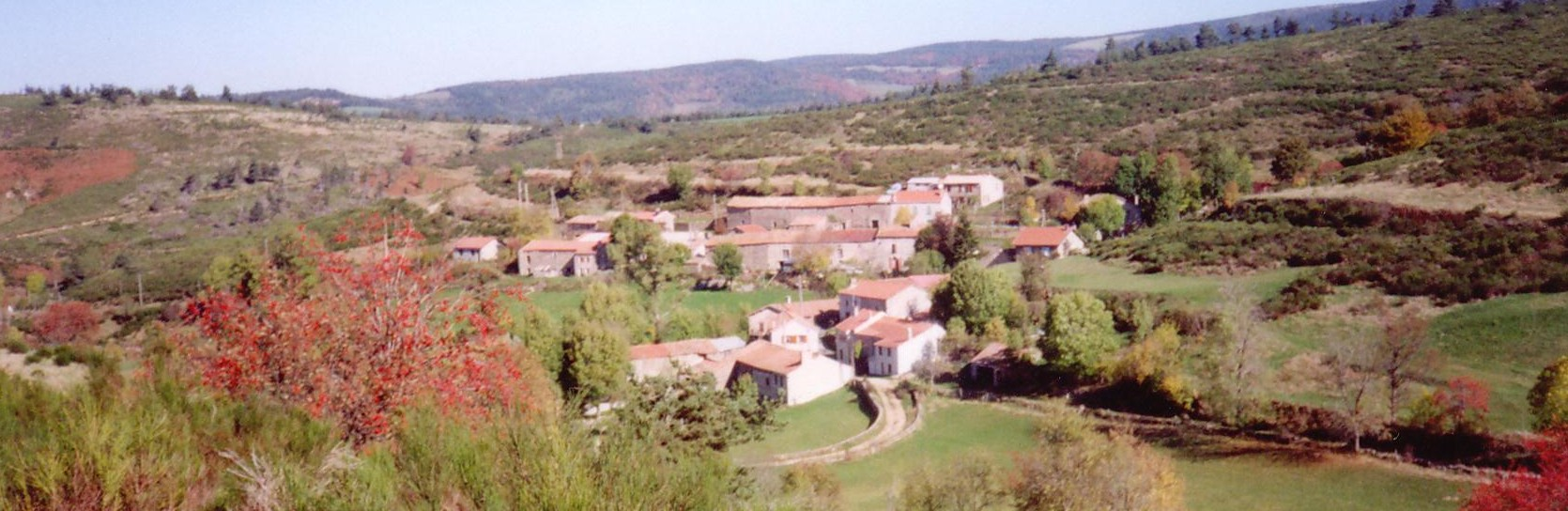
Les Hubacs
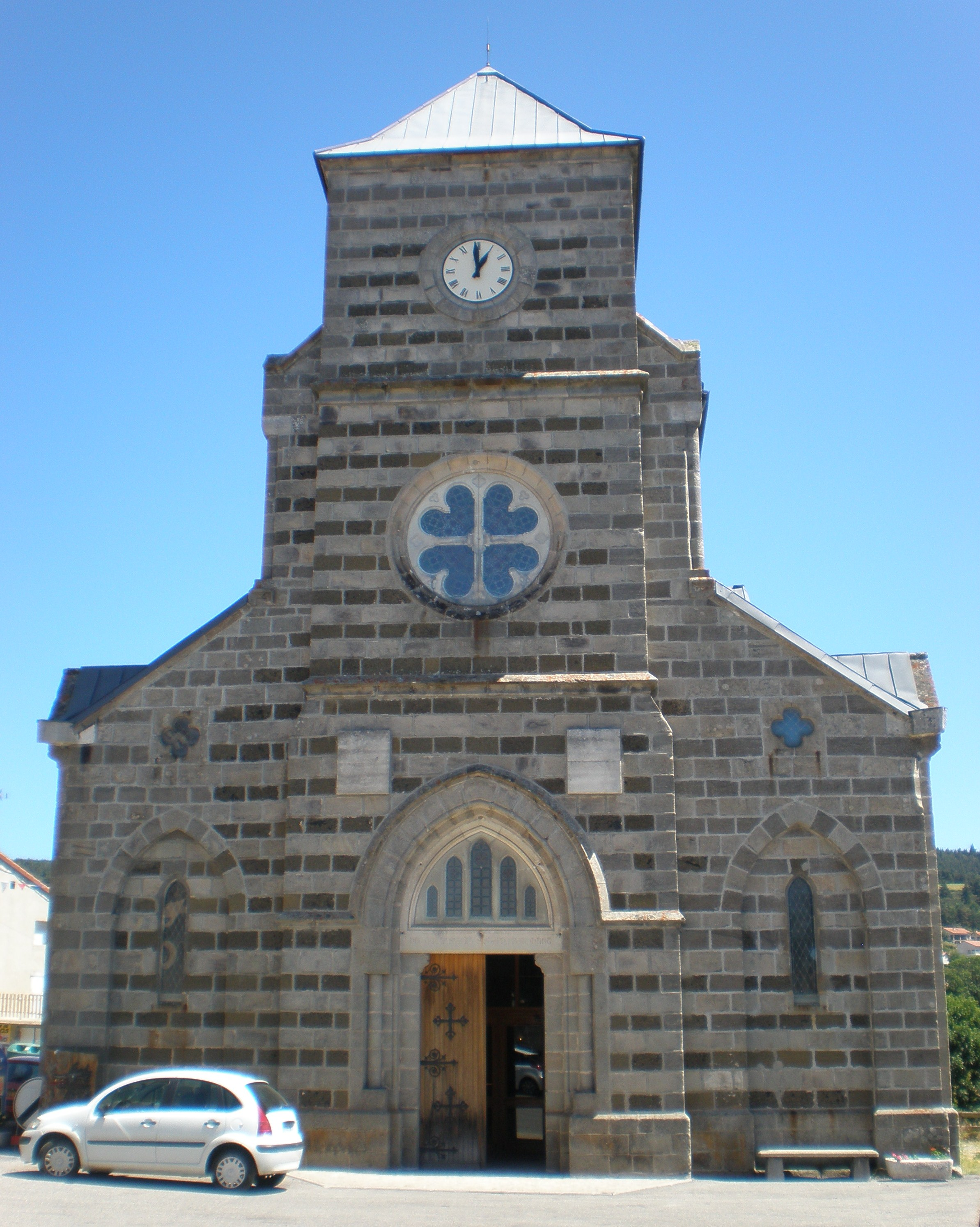
Eglise Saint-Etienne